# Zidan Sertdemir
Batuhan Zidan Sertdemir (født 4. februar 2005 i Ishøj) er en dansk-tyrkisk professionel fodboldspiller, der spiller for Superliga-klubben FC Nordsjælland.

## Klubkarriere

### Tidligere karriere
Zidan Sertdemir kom til FC Nordsjælland som 12-årig fra Brøndby IF. Han har været gennem FCN’s U13-, U15-, U17- og U19-hold og har i flere omgange trænet med med Superliga-truppen, ligesom han har spillet med i reserveholdskampe. Sertdemir nåede ikke at få debut i Superligaen for FC Nordsjælland, fra sommeren 2021 fortsatte karrieren i Tyskland for den offensive midtbanespiller.

### Bayer Leverkusen
FC Nordsjælland nåede under sommeren 2021 til enighed om en handel med Bayer 04 Leverkusen, og Sertdemir skrev under på en treårig kontrakt. Prisen lå på mellem 2 og 2,5 millioner euro, altså 15 og 18,5 millioner kroner. Derudover sikrede FC Nordsjælland sig en videresalgsklausul på Sertdemir, der kan indbringe klubben flere millioner i fremtiden.
Sertdemir var i den tyske klub udset en rolle på deres U19-hold, men startede med at træne med klubbens bedste seniorspillere. Han skrev i november 2021 fodboldhistorie i Bayer Leverkusen, da han debuterede for klubben i en bundesligakamp mod Hertha Berlin, da de to hold spillede 1-1. Han blev skiftet ind med cirka fem minutter tilbage af den ordinære spilletid og blev dermed den yngste debutant i Leverkusens historie. I en alder af 16 år, ni måneder og tre dage blev han samtidig den næstyngste spiller nogensinde i Bundesligaens historie. Kun Borussia Dortmunds Youssoufa Moukoko var yngre, da han spillede sin første bundesligakamp i november 2020.

## Landsholdskarriere
Zidan Sertdemir står noteret for ni kampe for de danske U16- og U17-landshold.
Zidan Sertdemir har Tyrkiet/Tyrkiske rødder, og Tyrkiets fodboldforbund har aktivt forsøgt at overtale familien Sertdemir til, at sønnen skal skifte fodboldmæssigt tilhørsforhold. Han er ikke bundet til Danmark, før han har optrådt for A-landsholdet. Derfor kan han i princippet vælge Tyrkiet på et senere tidspunkt.